# Mario Beccia
Mario Beccia (Troia, 16 agosto 1955) è un dirigente sportivo ed ex ciclista su strada italiano.
Professionista dal 1977 al 1988, vinse quattro tappe al Giro d'Italia. Dal 2006 al 2009 è stato direttore sportivo del Team Vorarlberg.

## Carriera
Dotato di caratteristiche da scalatore, nel 1977 conquistò la maglia bianca al Giro d'Italia come miglior giovane. Il suo miglior piazzamento alla Corsa Rosa fu il quarto posto ottenuto nel 1983 alle spalle di Saronni, Visentini e Fernández Blanco. Il suo miglior piazzamento al Tour de France fu invece il trentatreesimo posto nell'edizione del 1982.
Nella sua carriera vinse il Giro dell'Emilia nel 1977, il Tour de Suisse nel 1980, la Freccia Vallone nel 1982 e il Giro dell'Appennino nel 1984. Nel 1986 salì sul podio della Milano-Sanremo, arrivando terzo dietro a Sean Kelly e Greg LeMond.

## Palmarès
- 1976 (dilettanti)

Cronoscalata della Futa-Memorial Gastone Nencini
- 1977 (Sanson-Campagnolo, due vittorie)

5ª tappa Giro d'Italia (Pescara > Spoleto-Monteluco)
Giro dell'Emilia
- 1979 (Mecap, una vittoria)

1ª tappa Giro d'Italia (Firenze > Perugia)
- 1980 (Hoonved-Bottecchia, due vittorie)

8ª tappa Tour de Suisse (Mendrisio > Glarona)
Classifica generale Tour de Suisse
- 1981 (Santini-Selle Italia, una vittoria)

4ª tappa Giro d'Italia (Recanati > Lanciano)
- 1982 (Hoonved-Bottecchia, una vittoria)

Freccia Vallone
- 1983 (Malvor-Bottecchia, due vittorie)

3ª tappa Tour de Romandie (Fribourg > Leukerbad)
19ª tappa Giro d'Italia (Vicenza > Selva di Val Gardena)
- 1984 (Malvor-Bottecchia, quattro vittorie)

3ª tappa Tirreno-Adriatico (Marina di Montenero > Monte San Pietrangeli)
Milano-Vignola
Giro dell'Appennino
Giro dell'Umbria

### Altri successi
- 1977 (Sanson-Campagnolo)

Classifica giovani Giro d'Italia

## Piazzamenti

### Grandi Giri
- Giro d'Italia

1977: 9º
1979: 6º
1980: 6º
1981: 12º
1982: 7º
1983: 4º
1984: 9º
1985: 12º
1986: 31º
1987: 17º
- Tour de France

1982: 33º
1986: ritirato (12ª tappa)

### Classiche monumento
- Milano-Sanremo

1977: 70º
1978: 26º
1979: 10º
1982: ritirato
1983: 38º
1984: ritirato
1986: 3º
1987: 19º
- Liegi-Bastogne-Liegi

1984: 20º
1985: 8º
1986: 51º
- Giro di Lombardia

1979: 11º
1980: 10º
1985: 10º

### Competizioni mondiali
- Campionati del mondo

San Cristóbal 1977 - In linea: ritirato
Nürburgring 1978 - In linea: 19º
Sallanches 1980 - In linea: ritirato
Altenrhein 1983 - In linea: ritirato
Barcellona 1984 - In linea: ritirato